# Mousse céramique
Une mousse céramique est une mousse rigide fabriquée à partir de céramique.

## Composition
Les mousses céramiques peuvent être constituées de plusieurs matières céramiques, telles que l'oxyde d’aluminium, une céramique courante qui montre une résistance satisfaisante aux hautes températures. Elles contiennent aussi de nombreux petits pores remplis d’air ou d'un autre gaz.

## Propriétés
Les mousses céramiques peuvent contenir jusqu’à 94 à 96 % d’air et peuvent résister à des températures allant jusqu'à 1 700 °C. Étant donné que de nombreuses céramiques sont déjà des oxydes ou d’autres composés inertes, le risque d’oxydation ou de réduction du matériau est faible.
Auparavant, les composants en céramique évitaient les pores en raison de leurs propriétés fragiles. Cependant, dans la pratique, les mousses céramiques ont des propriétés mécaniques quelque peu avantageuses par rapport aux céramiques denses. Un exemple est la propagation de la fissure, donnée par :
{\displaystyle \sigma _{t}=2\sigma \left({\frac {a}{r}}\right)^{\frac {1}{2}}}
où σt est la contrainte à la pointe de la fissure, σ la contrainte appliquée, a la taille de la fissure et r le rayon de courbure.
Pour certaines applications sous contrainte, cela signifie que les mousses céramiques surpassent les céramiques denses car les poches d’air poreuses bloquent la fissure, ce qui perturbe sa propagation et diminue le risque de rupture.

## Fabrication

### Utilisation d'un modèle sacrificiel
C'est la technique de fabrication la plus utilisée et l'une des plus anciennes. Elle consiste en l'imprégnation des pores de mousses polymères à cellules ouvertes par une suspension céramique, puis la cuisson de cette association dans un four, pyrolysant le polymère et ne laissant ainsi que la structure céramique poreuse.
La mousse céramique doit ensuite être frittée pour la densification finale. Cette méthode est largement utilisée car efficace avec toutes les céramiques pouvant être mises en suspension. Cependant, de grandes quantités de sous-produits gazeux sont libérées lors de la pyrolyse et des fissures dues aux différences de coefficients de dilatation thermique sont courantes.

### Moussage direct
Cette méthode implique le pompage de l'air dans une céramique en suspension avant la prise et le frittage. Ceci est difficile car les mousses humides sont thermodynamiquement instables et peuvent donner des pores très larges après leur prise.

## Utilisations
Les mousses céramiques peuvent être utilisées pour  l'isolation thermique, l'isolation acoustique, la filtration d'alliages de métaux en fusion, la capture de polluants et comme substrat pour des catalyseurs qui nécessitent une grande surface spécifique.

### Matériaux structurels
Leur résistance et leur dureté élevées leur permettent également d'être utilisées comme matériaux structurels pour des applications à faible contrainte. Des mousses céramiques ont été utilisées comme matériau structurel léger et rigide, en particulier pour supporter des miroirs réfléchissants de télescopes.

### Isolation thermique
En raison de la conductivité thermique extrêmement basse des céramiques, l'utilisation la plus évidente d'une céramique est celle d'un matériau isolant. Les mousses céramiques sont remarquables à cet égard car leur composition en composés très courants, tels que l'oxyde d'aluminium, les rend inoffensives, contrairement à l'amiante et aux autres fibres céramiques.

### Électronique
Avec des porosités et des microstructures facilement contrôlées, les mousses céramiques sont de plus en plus utilisées dans les applications électroniques en évolution. Ces applications comprennent les électrodes et les échafaudages pour piles à combustible à oxyde solide et pour batteries. Les mousses céramiques peuvent également être utilisées comme composants de refroidissement pour l’électronique en séparant un liquide de refroidissement pompé des circuits eux-mêmes.

### Contrôle de la pollution
Les mousses céramiques ont été proposées comme moyen de contrôle des polluants, en particulier pour les particules en suspension dans les gaz d'échappement des moteurs. Elles sont efficaces car les vides peuvent capturer les particules et soutenir un catalyseur pouvant induire l’oxydation des particules capturées. En raison du moyen facile de déposer d'autres matériaux dans les mousses céramiques, ces catalyseurs induisant une oxydation peuvent facilement être répartis dans toute la mousse, augmentant ainsi l'efficacité.